# 神奈川県道74号小田原山北線

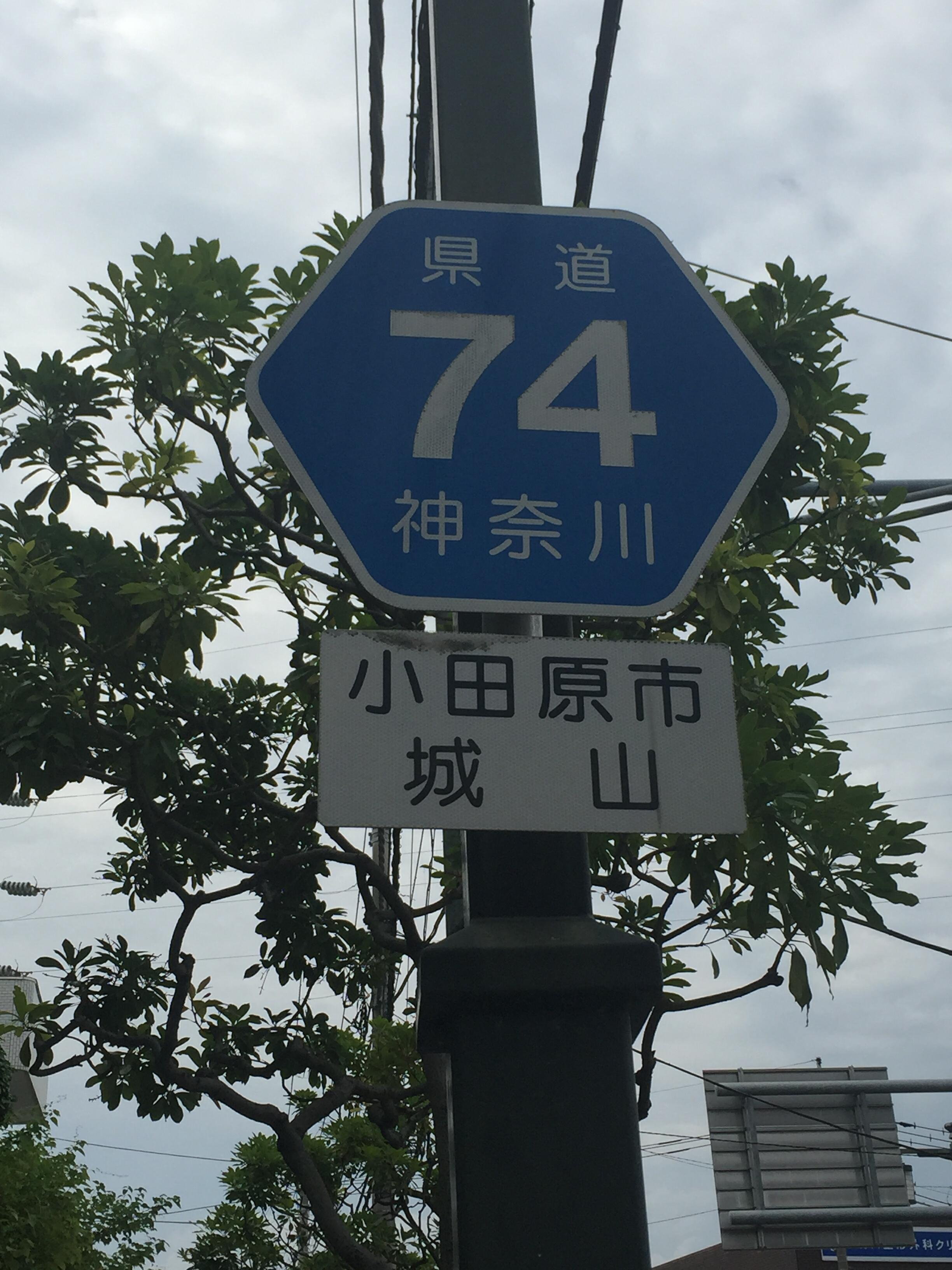
県道番号標示（小田原市城山）

神奈川県道74号小田原山北線（かながわけんどう74ごう おだわらやまきたせん）とは神奈川県小田原市と足柄上郡山北町を結ぶ主要地方道である。

## 概要
- 起点 : 小田原市城内：青橋東側交差点
- 終点 : 足柄上郡山北町山北：岸入口交差点
- 路線延長 : 10.553km

## 路線状況

### 重複区間
- 神奈川県道73号小田原停車場線：青橋東側交差点 - 城山中学校入口交差点
- 神奈川県道78号御殿場大井線：竜福寺交差点 - 南足柄市関本地内

### 交通量
道路交通センサスより
| 地名         | 2005年 | 2010年 | 2015年 |
| ------------ | ------ | ------ | ------ |
| 小田原市荻窪 | 24,491 | 20,946 | 21,356 |
| 南足柄市塚原 | 18,455 | 18,245 | 14,003 |
| 山北町岸     | 8,363  | 9,219  | 7,832  |

## 地理

### 通過する自治体
- 神奈川県
  - 小田原市 - 南足柄市 - 足柄上郡山北町

### 交差する道路
- 神奈川県道73号小田原停車場線：青橋東側交差点
- 神奈川県道73号小田原停車場線：城山中学校入口交差点
- 神奈川県道720号怒田開成小田原線：扇町五丁目交差点
- 神奈川県道717号沼田国府津線：沼田交差点
- 神奈川県道715号栢山停車場塚原線：山崎交差点
- 神奈川県道723号関本小涌谷線：飯沢交差点
- 神奈川県道720号怒田開成小田原線：名称なし（南足柄市怒田地内）交差点
- 神奈川県道721号東山北停車場線：名称なし（山北町岸地内）交差点
- 国道246号=バイパス：宮地交差点
- 神奈川県道76号山北藤野線（旧国道246号）：岸入口交差点